# ماريان غروندال
ماريان غروندال (بالدنماركية: Marianne Grøndahl)‏ هي مصورة دنماركية، ولدت في 27 نوفمبر 1938، وتوفيت في 19 مارس 2012.